# Jeison Lucumí
Jeison Steven Lucumí Mina (Cali, 8 aprile 1995) è un calciatore colombiano, centrocampista del Deportes Tolima.

## Carriera

### Club
Cresciuto nelle giovanili del Depor, ha esordito il 21 giugno 2012 in un match di Copa Colombia perso 1-0 contro l'América de Cali.
Dopo 8 anni passati tra la Colombia e il Messico, il 15 settembre 2020 sbarca in Europa firmando per l'Elche, neopromosso in Liga. Il 1º febbraio 2021 rescinde il proprio contratto con gli iberici.

### Nazionale
Nel 2015 con la nazionale Under-20 colombiana ha preso parte al campionato sudamericano, disputando otto partite condite da quattro gol, ed al campionato mondiale, disputando quattro partite.

## Statistiche

### Presenze e reti nei club
Statistiche aggiornate al 30 gennaio 2017.
| Stagione               | Squadra                | Campionato             | Campionato | Campionato | Coppe nazionali | Coppe nazionali | Coppe nazionali | Coppe continentali | Coppe continentali | Coppe continentali | Altre coppe | Altre coppe | Altre coppe | Totale | Totale | Totale |
| Stagione               | Squadra                | Comp                   | Pres       | Reti       | Comp            | Pres            | Reti            | Comp               | Pres               | Reti               | Comp        | Pres        | Reti        | Pres   | Reti   |        |
| ---------------------- | ---------------------- | ---------------------- | ---------- | ---------- | --------------- | --------------- | --------------- | ------------------ | ------------------ | ------------------ | ----------- | ----------- | ----------- | ------ | ------ | ------ |
| 2012                   | Depor                  | B                      | 2          | 0          | CC              | 1               | 0               |                    | -                  | -                  |             | -           | -           | 3      | 0      |        |
| 2013                   | Depor                  | B                      | 29         | 5          | CC              | 6               | 1               |                    | -                  | -                  |             | -           | -           | 35     | 6      |        |
| Totale Depor           | Totale Depor           | Totale Depor           | 31         | 5          |                 | 7               | 1               |                    | -                  | -                  |             | -           | -           | 38     | 6      |        |
| 2014                   | América de Cali        | B                      | 32         | 7          | CC              | 6               | 0               |                    | -                  | -                  |             | -           | -           | 38     | 7      |        |
| 2015                   | América de Cali        | B                      | 21         | 4          | CC              | 4               | 1               |                    | -                  | -                  |             | -           | -           | 25     | 5      |        |
| 2016                   | América de Cali        | B                      | 28         | 4          | CC              | 6               | 0               |                    | -                  | -                  |             | -           | -           | 34     | 4      |        |
| 2017                   | América de Cali        | A                      | 23         | 6          | CC              | 2               | 0               |                    | -                  | -                  |             | -           | -           | 35     | 6      |        |
| Totale América de Cali | Totale América de Cali | Totale América de Cali | 104        | 21         |                 | 18              | 1               |                    | -                  | -                  |             | -           | -           | 122    | 22     |        |
| 2017                   | Atlético Nacional      | A                      | 16         | 2          | CC              | 2               | 0               |                    | -                  | -                  |             | -           | -           | 18     | 2      |        |
| Totale carriera        | Totale carriera        | Totale carriera        | 151        | 28         |                 | 27              | 2               |                    | -                  | -                  |             | -           | -           | 179    | 30     |        |

## Palmarès
- Categoría Primera B: 1

América de Cali: 2016
- Copa Colombia: 1

Atlético Nacional: 2018